# 北京大学燕京学堂

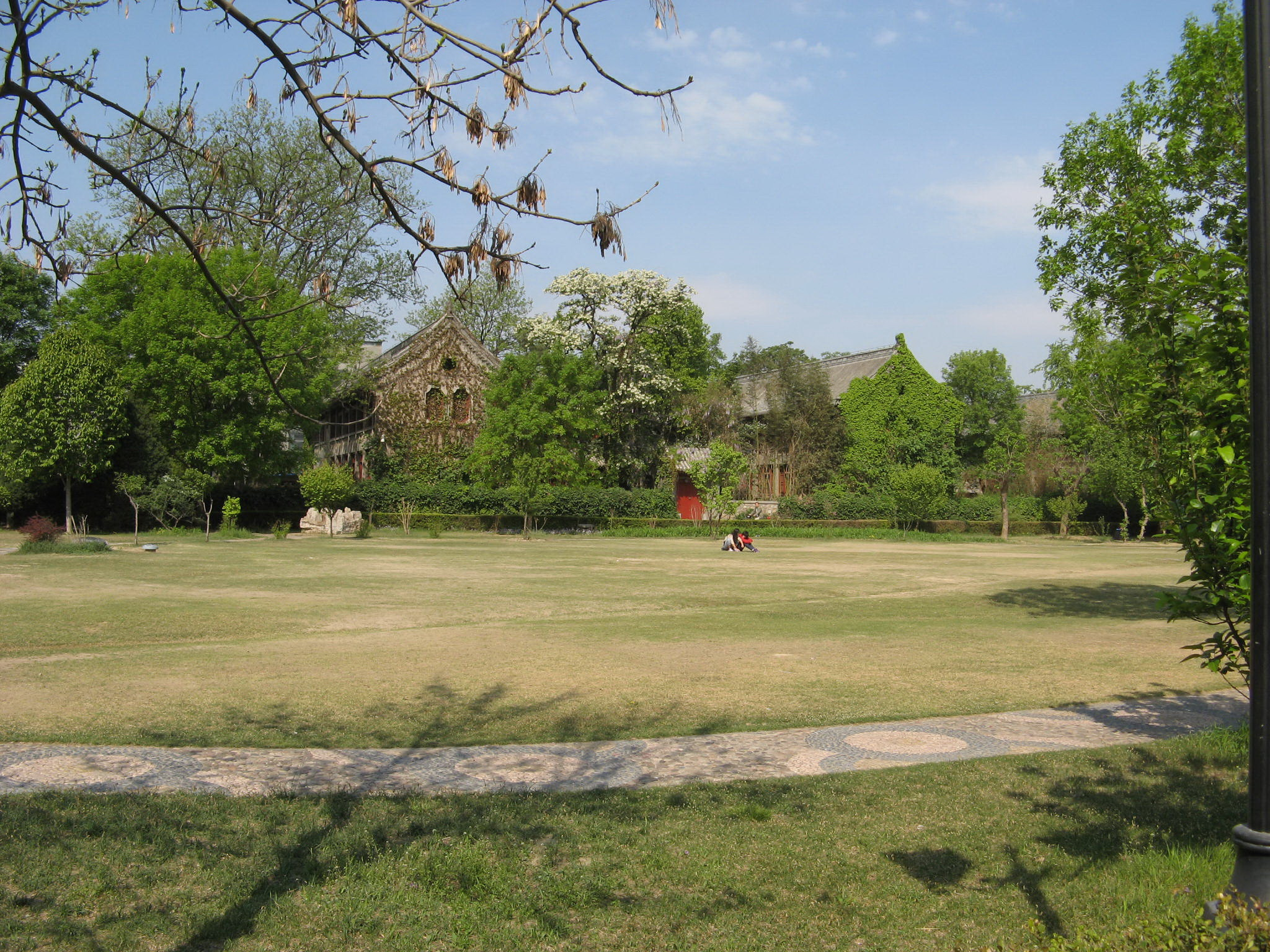
静园草坪（自东向西拍摄）

北京大学燕京学堂（英語：Yenching Academy）是北京大学在2014年5月5日设立的教学科研实体机构。据北京大学新闻中心的新闻稿，燕京学堂计划是一项为中国国内和国外的学生开设的一年制“中国学”硕士学位项目，是“具有国际视野的开放、高端的学术研究和人才培养计划”，以“中国主体性为基础的国际领导力养成”为培养原则，有“哲学与宗教”、“历史与考古”、“文学与文化”、“经济与管理”、“法律与社会”、“政治与国际关系”六个方向的课程体系，首批学生预计在2015年秋天入学，计划招收100人，提供丰厚的奖学金。燕京学堂采用住宿式学院制度，将把北京大学静园六院作为学生住宿、教师办公用房。北京大学原计划开挖静园草坪地下建设教室，后来宣布放弃开发地下空间。燕京学堂设立的消息公开后，遭到北京大学内外的质疑。

## 项目计划
2014年5月5日，“创新人才培养国际论坛暨北京大学‘燕京学堂’（Yenching Academy）启动仪式”在北京大学英杰交流中心举行。当天下午，北京大学党委书记朱善璐、校长王恩哥等人共同为燕京学堂揭牌，正式启动燕京学堂计划。据北京大学新闻中心的新闻稿，燕京学堂的定位是“具有国际视野的开放、高端的学术研究和人才培养计划”，是“一项植根于北大深厚的历史文化，利用北大人文、社科领域学科完备的优势，为来自海内外一流大学的学生开设的一年制‘中国学’硕士学位项目”。学堂以“中国主体性为基础的国际领导力养成”为培养原则，有“哲学与宗教”、“历史与考古”、“文学与文化”、“经济与管理”、“法律与社会”、“公共政策与国际关系”六个方向的课程体系。课程主要以英文讲授。

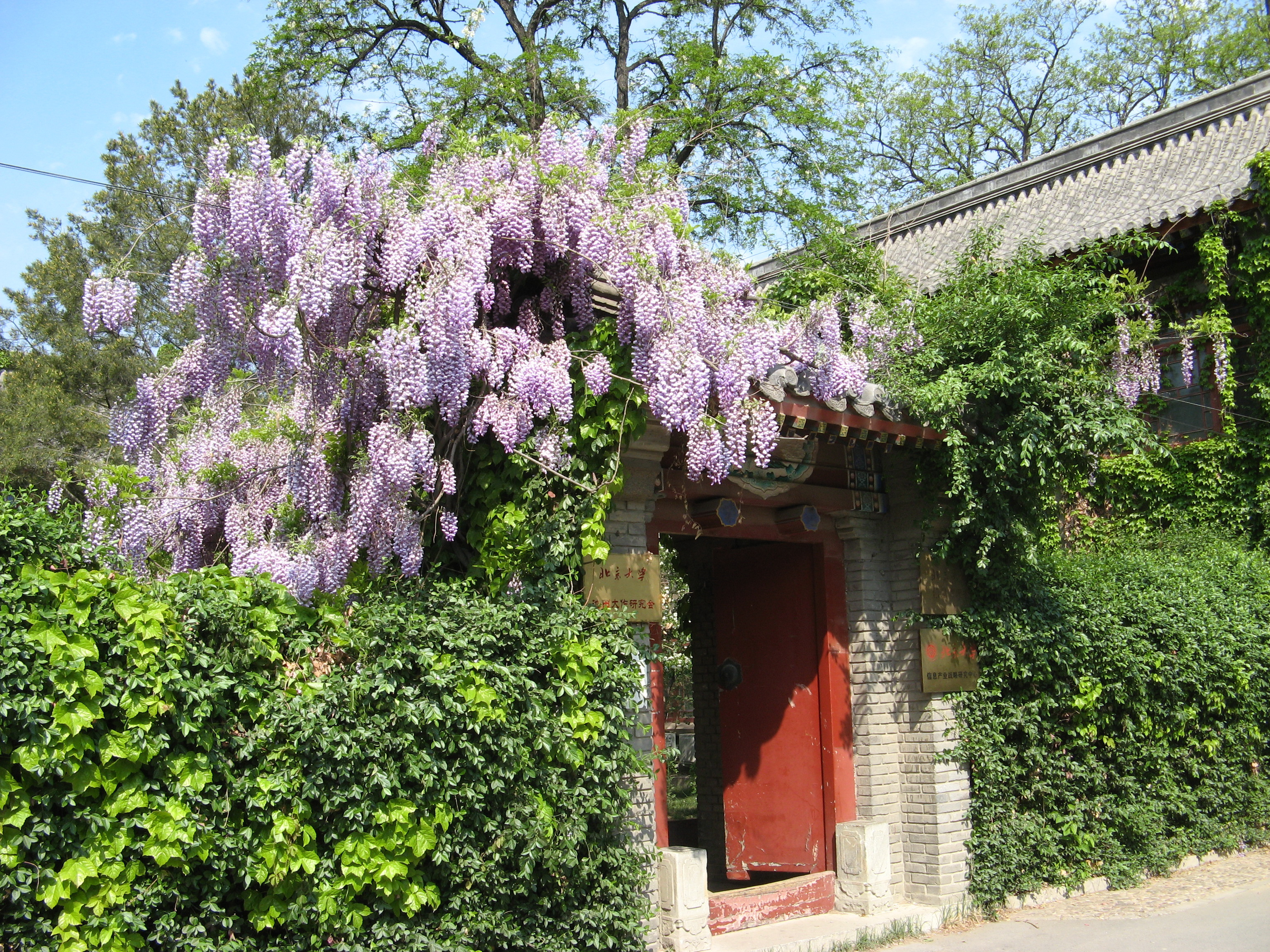
静园三院

据北京大学新闻中心的新闻稿，燕京学堂首批学生预计在2015年秋天入学，“面向全球各地一流高校招收具有高尚道德品质、突出本科学业成绩等素质的优秀应届本科毕业生”，共计100名学生，65名来自中国之外（含香港、澳门、台湾），35名是中国学生。北京大学为所有100名学生提供全额奖学金。招生主要以“申请—审核”方式进行，必要时可能进行远程网络面试。北京大学计划将来结合国内外一流合作大学推荐和公开招生为燕京学堂招收学生。
燕京学堂采用住宿式学院制度，将把北京大学静园六院作为学生住宿、教师办公用房，并开挖静园草坪南部地下建设教室。静园位于未名湖以南，分为六个独立的三合院，六个三合院均为品字形布局。六处院落分列在静园草坪两端，两两相对。静园草坪是北京大学校内最大的一块草坪。静园一、二、四、五院建于1926年，原为燕京大学女生宿舍。三院和六院是1952年依旧图纸增建的。静园的六处三合院长期以来是北京大学诸多文科院系（中文系、历史系、哲学系等）的办公场所。2013年位于未名湖东侧新建的李兆基人文学苑完工，各文科院系迁入，六处院落就闲置下来。据温儒敏回忆，静园草坪原为果园。北京大学图书馆修建新馆时，占用了北京大学原有的一块大草坪，学生抗议，学校遂把果园改为草坪供学生活动。
燕京学堂将设立“讲席教授”，向全球招募教员。燕京学堂教师团队计70人，30人为北京大学现职教师，20人面向全球招聘，另外“邀请顶尖国际访问教授20名”。燕京学堂长期聘任的教师将采取“双聘制”，即同时为燕京学堂、北京大学其它院系的学生上课。教员的薪资与国际水准接轨，预算比照哈佛大学，以吸引教员。
燕京学堂还计划设立10个研究所。
2014年4月30日，北京大学发布《关于成立北京大学燕京学堂的通知》（校发〔2014〕64号文件）宣布成立独立建制的教学科研实体机构北京大学燕京学堂，并任命常务副校长刘伟兼任燕京学堂院长，哲学系主任王博、光华管理学院院长蔡洪滨兼任燕京学堂副院长。燕京学堂下设办公室，光华管理学院会计系副系主任姜国华兼任燕京学堂办公室主任。
北大中文系教授李零指出，北京大学设立燕京学堂很大程度上是为了与清华大学竞争。燕京学堂设立之前，清华大学刚刚宣布了清华大学苏世民书院项目，旨在“培养各界领导精英”，预计2017年向全球招生。
2014年7月底，北大放弃在北大静园建造燕京学堂的計劃。

## 争议
燕京学堂设立招致了各方质疑。2014年5月，燕京学堂的消息刚刚公布，北京大学校内就产生了批评声。北大未名BBS上流出的一批效果图遭到师生批评，校方回应称只是误会、此图并不代表最终施工方案。随后，北京大学外国语学院英文系主任高峰枫、英文系副教授苏薇星先后发表文章质疑燕京学堂。6月5日，北京大学通过官方微博表示，放弃燕京学堂地下施工方案。6月6日，北京大学召开燕京学堂招生宣讲会，会上学生提出的多个问题均未得到校方明确回应。6月8日至18日，名为“静园小组”的北大学生组织通过网络开展了“关于北京大学燕京学堂项目的问卷调查”，3082人参加了调查。静园小组公布的结果显示，参加调查者有308人支持燕京学堂项目，1341人中立，1433人反对；对于燕京学堂选址静园，83人支持，270人中立，2729人反对。调查还显示，65.36%的受访者质疑“中国学”的名称，79.04%的受访者认为学校决策时没有充分考虑师生意见。6月25日，“几名关心学校发展的北大学子”在新浪微博上发表公开信《就“燕京学堂”项目与校领导的通信三则》。依据调查结果，公开信主要讨论了选址静园、设置“中国学”两个问题，建议北大校方广泛征求专家意见，深入论证相关问题，公开讨论、充分说明。6月28日，“活字文化”在北京组织了“燕京学堂与大学改革研讨会”。北京大学中文系教授李零、张鸣，北京大学国家发展研究院教授李玲，北京大学历史地理研究中心主任、教授唐晓峰等人参加会议，对燕京学堂提出质疑意见。北京大学计划在7月9日（星期二）由常务副校长刘伟等校领导与师生就燕京学堂计划进行沟通交流。
各方对燕京学堂的质疑意见包括：“中国学”硕士仅学习一年，几乎不可能培养出高端的学术人才，这与中文宣传中的“高端的学术研究计划”相矛盾；英文官网上的培养目标是“培养未来领导者的精英团队”，与中文宣传的“学术研究”宗旨不一；燕京学堂的学生的待遇太过优渥，牵涉办学理念和教育公平的原则问题，校方没有认真论证；燕京学堂可能破坏静园的古建筑；对“中国学”的范畴语焉不详；借用燕京大学的英文名（Yenching）欠缺考虑。

### 培养目标问题
北京大学新闻中心的新闻稿将燕京学堂计划定位为“具有国际视野的开放、高端的学术研究和人才培养计划”。质疑意见认为，这个“中国学”硕士学位项目仅为一年制，与宣称的“高端的学术研究”不合。北京大学通常的学术型硕士的学制为三年，北京大学外国语学院英语系主任高峰枫认为，即使是三年“绝大多数院系都不敢说能培养出出色的研究人才”，“为什么一年制的国际项目反而可以信心十足地自我宣布为‘高端’？”高峰枫表示，一年制的项目时间短，学生很难对中国文化、中国学术有深入的了解，“有什么措施可以使它避免成为高端的游学活动和快餐式教育？”
燕京学堂英文版官方网站上的宣传词更是没有提到学术研究。高峰枫表示，从燕京学堂英文版网站来看，此学堂的办学目标是培养未来世界政坛和工商界的精英，与中文版宣传的高端学术研究大不一样，校方难以自圆其说。

### 办学宗旨与教育公平问题
燕京学堂占用的静园地处北京大学校园的中心位置、黄金地段。燕京学堂学生的住宿条件远好于北京大学其他硕士生，日常起居、上课也比他们有极大的便利。这些学生还会享有全额奖学金。质疑者认为，这一项目有可能会创造出学生中的“特权阶层”。质疑意见认为，燕京学堂的学生比北京大学其他硕士生享有更好的条件，占用北京大学中心地带，牵涉到办学宗旨与教育公平的重大问题，而北京大学校方没有对此做出解释，没有论证为何燕京学堂的学生值得享有如此高的待遇。复旦大学讲师朱绩崧支持设立燕京学堂，他回应高峰枫称，燕京学堂“直接把资源向优秀学生倾斜”，“是把钱花在刀刃上的一种努力，也可以说是对1999年以来大学扩招导致的本科、研究生学位急速贬值的一种微观补救措施”。

### 选址问题
燕京学堂开办的消息公布不久，北大未名BBS上流出了一批“燕京学堂”效果图。一些北大师生认为，效果图里的燕京学堂更像高档会所，改变了静园原有的面貌，还有师生认为效果图中的燕京学堂非常丑陋。开挖静园草坪也遭到了批评。北京大学校方回应，这一批效果图不能反映真正的施工方案，由于校方与设计师沟通不足，这批效果图只是个误会。之前，北京大学副校长、燕京学堂院长刘伟曾向媒体表示，施工只是改造静园六院的内部，不会毁坏外貌；施工只在地下做一些工程，不会破坏草坪。
中华人民共和国国家文物局古建筑专家组成员、北京大学考古文博学院教授方拥表示，他一直不支持学校开发静园的地下空间。他说，“如果是迫不得已，地下空间也不是不能利用。一所全国重点文物保护单位，就为了增加几间普通教室在地下掏个大洞，让近百年的古建筑冒着沉降的风险，真是得不偿失！”静园是燕园建筑的一部分，未名湖燕园建筑已列入全国重点文物保护单位。5月15日的报道称，施工方案已上报中华人民共和国国家文物局，但仍在审批过程中。6月5日，北京大学表示，决定放弃开发静园地下空间；燕京学堂原来的效果图也从学堂官方网站上撤下。
除了文物保护问题，北大师生还认为燕京学堂项目会损坏静园的公共性。静园处在北京大学校园中心，是校园内仅有的大型开放户外空间，北大师生时常在此聚会、聊天、散步，静园承载着北京大学师生的情感；静园不只是文化遗产，还是记忆空间。北大历史系教授辛德勇指出，校方把公共空间静园划给燕京学堂专用，没有尊重北京大学校友的感情。7月9日之前，北京大学校方从未正式回应为何选址静园。纽约大学东亚系系主任、北京大学中文系教授张旭东在7月9日的交流会上回应称，项目“放在静园能让人眼前一亮”。校方还给出了另外两个原因。一个原因是，筹办燕京学堂时文史哲三个系刚好搬出了静园，静园空了出来，正好给燕京学堂用。另一个原因是，静园原本就是燕京大学的女生宿舍，把燕京学堂办在静园可以恢复静园的宿舍功能。《科技日报》的一篇评论认为，静园在北京大学校园中有着重要的地位，校方不可能因为“正好空了出来”或是“原本就是宿舍”选址静园，所以后面两个原因都站不住脚；张旭东的回答透露了北大校方的真实动机。

### “中国学”学科定位问题
燕京学堂计划培养“中国学”硕士，首创“中国学”的概念。北京大学中文系长江学者讲座教授张旭东向媒体解释，“中国学”全方面覆盖中国问题，“既有中国主体性又能与国外优良学术传统和教育训练体系相得益彰”。张旭东还辨析了“中国学”与汉学、“地域研究”系统“东亚研究”中的中国研究专业、西方的中国观察家对中国时事的观察和评论，认为后面三者都缺乏整体观。红网署名汪忧草的文章支持燕京学堂打出“中国学”的旗号，认为这“明白无误地向世人宣示，‘中国学’的中心在北京、在北大”，利于中华文化的复兴，“是中国崛起提出的新的要求”。
高峰枫质疑“中国学”是否算得上一门独立的学科，质问校方如何区分“中国学”与“汉学”。他还质疑，这门新的跨学科的“中国学”是否“提出了新的学术问题、开拓了新的研究领域、确立了新的研究方法”。校方公开的信息中，“中国学”分“哲学与宗教”、“历史与考古”、“文学与文化”、“经济与管理”、“法律与社会”、“公共政策与国际关系”六个方向。高峰枫认为，让学习考古的学生和学习经管的学生同获“中国学”的硕士学位不够合理；“中国学”概念的提出，缺乏学理上充分、严谨的论证。复旦大学哲学学院教授白彤东也不赞成中国本土高校设立“中国学”学科。白彤东说，对美国而言，中国学研究只是东亚研究的一个分支，并非热门，研究者很少，不同领域的学者通常挤在同一个中国学研究中心；在中国本土设立“中国学”有待商榷，留学生完全可以在各自的专业学习中国文化的不同方面。

### 命名问题
燕京学堂使用了燕京大学的英文名（Yenching）。高峰枫认为，北京大学的教学科研实体机构使用燕京大学的名字，恐怕不够妥当。燕京大学与北京大学的传统、精神不同，北大虽接管了燕京大学的校园建筑，但并未延续燕京大学的办学理念和精神。高峰枫认为，贸然将新设的机构命名为“燕京学堂”，既未考虑燕京大学的历史、燕京大学校友的感受，也没有考虑北京大学本身的传统。复旦大学讲师朱绩崧回应高峰枫称，燕京是一个古地名，也不是燕京大学的注册商标，“北大袭用，并不违法”，“称谓之争还是小事”。